# Seznam jeskyní
Tato stránka obsahuje částečný seznam jeskyní ve světě.

## Asie

### Gruzie
- Jeskyně Voronija, nejhlubší jeskyně na světě

### Malajsie
- Národní park Gunung Mulu v provincii Sarawak - největší jeskynní prostory na světě

## Evropa

### Česko
Hlavní článek: Jeskyně v Česku
- Amatérská jeskyně,
- Býčí skála - Rudické propadání
- Kateřinská jeskyně
- Macocha
- Hranická propast
- Punkevní jeskyně
- Sloupsko-šošůvské jeskyně
- Koněpruské jeskyně

### Francie
- Gouffre Mirolda, jedna z nejhlubších jeskyní světa
- Reseau Jean-Bernard, jedna z nejhlubších jeskyní světa

### Maďarsko
- Baradla

### Polsko
Hlavní článek: Jeskyně v Polsku
- Jeskyně Velká sněžná

### Rakousko
Hlavní článek: Jeskyně v Rakousku
- Lamprechtsofen, druhá nejhlubší jeskyně na světě

### Slovensko
Hlavní článek: Slovenské jeskyně
- Jeskyně mrtvých netopýrů
- Demänovský jeskynní systém
- Dobšinská ledová jeskyně
- Domica
- Driny
- Gombasecká jeskyně
- Jasovská jeskyně
- Jeskyně Javorinka
- Ochtinská aragonitová jeskyně
- Jeskyně měsíčního stínu
- Stratenská jeskyně
- Važecká jeskyně
- Jeskyně Zlomísk

### Slovinsko
Hlavní článek: Jeskyně ve Slovinsku
- Postojnské jeskyně
- Škocjanské jeskyně
- Skalarjevo Brezno

### Švýcarsko
Hlavní článek: Švýcarské jeskyně
- Jeskyně Hölloch s délkou známých chodeb přes 194 km
- Jeskyně Siebenhengste-Hohgant s délkou chodeb přes 150 km

### Ukrajina
- Optimistická jeskyně, druhá nejdelší jeskyně na světě, sádrovcová jeskyně
- Jezerní jeskyně, sádrovcová jeskyně

## Oceánie

### Nový Zéland
- Česká jeskyně

## Severní Amerika

### Mexiko
- Sistema Ox Bel Ha, nejdelší podvodní jeskynní systém na světě
- Nohoch Nah Chich, druhý nejdelší podvodní jeskynní systém na světě

### Spojené státy americké
- Carlsbadské jeskyně
- Jeskyně klenotů
- Mamutí jeskyně, nejdelší jeskynní systém na světě